# Luis Robles Díaz
Luis Robles Díaz Infante (6 mars 1938 - 7 avril 2007) est un prélat mexicain de l'Église catholique qui a travaillé au service diplomatique du Saint-Siège.

## Biographie
Luis Robles Díaz Infante est né à El Grullo, Jalisco, Mexique, le 6 mars 1938 Il est ordonné prêtre le 14 avril 1963.
Pour se préparer à une carrière diplomatique, il entre à l'Académie pontificale ecclésiastique en 1965. Il entre au service diplomatique du Saint-Siège en 1967 et remplit des missions au Honduras (en), en Afrique du Sud, en Éthiopie (en), au Sri Lanka (en), en Équateur (en) et en Colombie (en)
Le 16 février 1985, le pape Jean-Paul II le nomme archevêque titulaire de Stephaniacum (de), nonce apostolique au Soudan (en) et délégué apostolique dans la région de la mer Rouge (en). Il reçoit la consécration épiscopale des mains du cardinal Ernesto Corripio y Ahumada le 9 avril 1985 avec comme co-consécrateurs José Maclovio Vázquez Silos (es) et José Fernández Arteaga (es)
Le 13 mars 1990, le pape Jean-Paul le nomme pro-nonce apostolique en Ouganda (en)
Le 6 mars 1999, le pape Jean-Paul le nomme nonce apostolique à Cuba (en)
Le 4 octobre 2003, il est nommé vice-président de la Commission pontificale pour l'Amérique latine
Robles Diáz décède au Vatican le 7 avril 2007 à l'âge de 69 ans

## Succession apostolique
Pablo Puente Buces a ordonné les évêques suivants :
- Évêque Macram Max Gassis (en), M.C.C.I. (1988)
- Évêque Deogratias Muganwa Byabazaire (en) (1990)